# 静浦村
静浦村（しずうらむら）は静岡県東部、駿東郡にあった村である。現在の沼津市南部、静浦地区（志下、馬込、獅子浜、江浦、多比、口野）に当たる。

## 地理
駿東郡の南端、伊豆半島の付け根にあった。
- 山: 静浦山地

## 歴史
- 1889年（明治22年）4月1日 - 町村制施行に伴い駿東郡獅子浜村、志下村、馬込村、江浦村、多比村、口野村が合併し静浦村が成立。
- 1930年（昭和5年）10月26日 - 北伊豆地震の発生により倒壊家屋多数、死者1人。江浦地先のトンネルが崩壊して海岸線付近の交通が途絶[1]。
- 1944年（昭和19年）4月1日 - 片浜村、金岡村、大岡村とともに沼津市に編入され消滅。